# Ricard Palacín i Soldevila
Ricard Palacín i Soldevila (Lleida, Segrià, 18 d'agost de 1888 - Lleida, Segrià, 2 de juliol de 1933) fou un advocat i polític català, diputat a les Corts Espanyoles durant la Segona República.

## Biografia
Fou membre del Col·legi d'Advocats de Lleida. El 1915 fou un dels fundadors de la Joventut Republicana de Lleida i de 1917 a 1923 fou paer de Lleida durant el mandat d'Humbert Torres i Barberà. Mercè un pacte amb el Partit Liberal el 1923 assolí ser nomenat paer en cap de Lleida, però l'arribada de la Dictadura de Primo de Rivera l'obligà a dimitir. Poc després es va afiliar a la francmaçoneria.
Quan es va proclamar la Segona República Espanyola a Lleida fou nomenat governador civil. Participà en la Conferència d'Esquerres i ingressà a ERC, partit amb el qual fou elegit diputat per Lleida a les eleccions al Parlament de Catalunya de 1932. Va morir un any més tard a causa dels greus problemes de salut que patia.